# Teorema fundamentală a aritmeticii
Teorema fundamentală a aritmeticii sau Teorema factorizării unice este o teoremă care afirmă că orice număr întreg poate fi exprimat în mod unic ca produs de numere prime. Este un corolar al teoremelor lui Euclid.